# 14e arrondissement de Budapest
Le 14e arrondissement de Budapest (en hongrois : Budapest XIV. kerülete) ou Zugló ([zugloː], en allemand : Lerchenfeld) est un arrondissement de Budapest. Englobant des quartiers péricentraux de la capitale hongroise, côté Pest, il s'étend de Dózsa György út (Hősök tere, Városliget) à la voie ferrée circulaire de Budapest. Il est bordé à l'ouest par le 13e arrondissement, le 5e et le 7e, au nord par le 15e, à l'est par le 16e et au sud par le 8e et le 10e.

## Histoire
Le développement de l'arrondissement commence dès le milieu du XIXe siècle. La première ligne du métro de Budapest, l'actuelle   atteint ainsi Hősök tere et le Városliget dès 1896. De nombreuses maisons et hôtels particuliers sont alors construits autour du bois de la ville.
Le développement de Budapest transforme assez vite ce qui est alors une banlieue en quartier péricentral. Sous le communisme, les élégantes bâtisses construites avant la Première Guerre mondiale doivent cohabiter avec des constructions dans le plus pur style soviétique. Mais dans l'ensemble, l'arrondissement conserve son allure de quartier résidentiel huppé. 
Zugló est considéré à l'heure actuelle comme l'un des arrondissements les plus bourgeois de la capitale hongroise. Son centre-ville devrait faire l'objet d'un profond renouvellement urbain, notamment avec l'arrivée de la ligne   à Bosnyák tér (hu).

## Organisation administrative

### Quartiers
Voici la liste des quartiers du 14e arrondissement :
| Quartiers       | Quartiers   | Création | Population en 2001 (hab.) | Superficie (ha) | Densité hab/km2 | Localisation          |
| --------------- | ----------- | -------- | ------------------------- | --------------- | --------------- | --------------------- |
| 1               | Alsórákos   |          | 29 023                    |                 |                 | \| 1 2 3 4 5 6 7 8 \| |
| 2               | Herminamező |          | 12 264                    |                 |                 | \| 1 2 3 4 5 6 7 8 \| |
| 3               | Istvánmező  |          | 11 794                    |                 |                 | \| 1 2 3 4 5 6 7 8 \| |
| 4               | Kiszugló    |          | 29 292                    |                 |                 | \| 1 2 3 4 5 6 7 8 \| |
| 5               | Nagyzugló   |          | 11 644                    |                 |                 | \| 1 2 3 4 5 6 7 8 \| |
| 6               | Rákosfalva  |          | 16 281                    |                 |                 | \| 1 2 3 4 5 6 7 8 \| |
| 7               | Törökőr     |          | 15 170                    |                 |                 | \| 1 2 3 4 5 6 7 8 \| |
| 8               | Városliget  |          | 113                       |                 |                 | \| 1 2 3 4 5 6 7 8 \| |
| 1 2 3 4 5 6 7 8 |             |          |                           |                 |                 |                       |

## Relations internationales

### Jumelages
- Racibórz
- Racoș
- Berlin (Steglitz-Zehlendorf)